# 2015 KG163
2015 KG163 est un objet transneptunien du Système solaire ayant un périhélie à 40,5 UA et un demi-grand axe à plus de 800 UA. Un tel objet ne peut être sur une telle orbite qu'avec l'aide d'un perturbateur, d'où l'hypothèse de la Planète Neuf. Tout comme 2013 FT28, cet objet se trouverait du même côté du Système solaire que l'hypothétique planète qui le bloquerait dans une orbite stable.